# Slaget vid Fehrbellin
För slaget år 1758 se Slaget vid Fehrbellin (1758)
Slaget vid Fehrbellin var ett slag mellan Sverige och kurfurstendömet Brandenburg den 18 (enligt den julianska kalendern) eller 28 (enligt den gregorianska kalendern) juni 1675 vid orten Fehrbellin, 50 kilometer nordväst om Berlin. Trots att den svenska förlusten vid Fehrbellin ansågs som försumbar räknat i fallna soldater, blev de politiska konsekvenserna stora. Brandenburg utnyttjade segern i den politiska propagandan. Följden blev att furstbiskopen av Münster och de lüneburgska hertigarna förklarade Sverige krig. I september följde dansk krigsförklaring och det skånska kriget.

## Bakgrund
Frankrike hade under en lång tid utövat påtryckningar på Sverige för att de skulle Fransk-nederländska kriget, de skärptes sedan läget för Frankrike under våren och sommaren 1674 börjat se allvarligt ut för landet. I slutet av 1674 marscherade en svensk armé om 11 000 man under befäl av Carl Gustaf Wrangel in i Brandenburg. Delvis som man på svenskt område saknade medel för att underhålla trupperna. Regeringens officiella förklaring var Brandenburgs fiendskap med Frankrike varigenom Westfaliska fredens föreskrifter bröts. Man sade sig inte ha för avsikt att starta krig. Trupperna förlades med högkvarter i Stargard, samtidigt som Warthepasset vid Landsberg besattes. Brandenburg protesterade, men som kurfursten Fredrik Vilhelm I av Brandenburg själv befann sig borta vid Rhen kunde han inte bjuda något större motstånd. Däremot började han agera för att få sina övriga allierade; Österrike, Preussen och Danmark att gå till krig mot Tyskland. Till en början var dock dessa tveksamma då man var oroliga för vad ett krig med Sverige skulle innebära. Sverige lyckades till och med knyta allians med Hannover och Bayern. Våren 1675 var dock tillgångarna i det ockuperade området uttömda, och man måste söka sig nya förläggningsområden. Frankrike hade fortfarande inte betalat ut sina subsidier. Tillsammans med hannoverska trupper ryckte man fram mot Elbe. Tåget gick dock långsamt, främst på grund av att det saknades livsmedel, särskilt bröd. Man hade inte heller tillräckligt med hästar för att transportera artilleriet. Till slut nåddes en linje Havelberg-Rathenow-Alt-Brandenburg, där armén förlades, med huvuddelen under Wolmar Wrangel vid Alt-Brandenburg, en mindre del under Carl Gustaf Wrangel vid Havelberg och en indre grupp vid Rathenau för förbindelse mellan flyglarna. Carl Gustaf Wrangel led svårt att gikt, och var tidvis förhindrad att föra befälet, samma sak gällde hans närmaste man, Conrad Mardefelt, varför Wolmar Wrangel, som saknade de övrigas skicklighet som befälhavare fick sköta befälet vilket ledde till att disciplinen vid armén försämrades. I början av juni kom besked om att Fredrik Vilhelm I av Brandenburg var i antågande från Franken med hela sin armé. Carl Gustaf Wrangel, som ännu var så sjuk att han måste förflyttas på en bår, försökte han nu få svenska armén att rycka fram mot Elbe. Planen var att över Werben försöka förenas med hannoverska trupperna för att därefter genskjuta och besegra kurfursten, som antogs marschera mot Halberstadt för att förena sig med österrikarna i Schlesien. Carl Gustaf Wrangel hade beordrat sina huvudstyrkor att 17 juni stå vid Havelberg för att påbörja övergången. Då hade dock kurfursten redan hunnit ifatt Wolmar Wrangels trupper.
Fredrik Vilhelm I av Brandenburg hade i mitten av maj fått underrättelser om svenskarnas inmarsch i Mittelmark och samlade då 15 000 man och bröt ut från Maindalen, gick genom Thüringerwald och nådde 11 juni Magdeburg efter att på sjutton dagar ha marscherat 30 mil. Där fick han rapporter om att de svenska trupperna vid Havellinjen var dåligt organiserade och splittrade, och bestämde sig för att försöka slå igenom deras linje innan de hunnit samla sig. Han bröt upp 13 juni på kvällen och stod redan vid soluppgången 15 juni framför Rathenow med 6 000 ryttare och 1 000 musketerare. Han hade klarat den snabba marschen genom att låta infanteriet transporteras med vagnar. Här övermannades en svensk postering om 500 dragoner vid byn Rathenow. 400 dragoner dog och resten togs tillfånga.

## Slaget

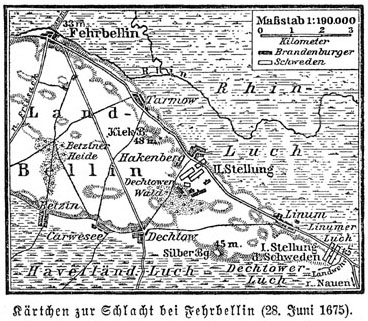
Karta över slaget vid Fehrbellin

Genom överfallet i Rathenow var den svenska arméns två delar åtskilda. Den svenske befälhavaren Wolmar Wrangel försökte ta sig runt för att förena sig med den övriga svenska armén, som stod under befäl av hans halvbror Carl Gustaf Wrangel. Kurfursten förföljde honom och hann före till Fehrbellin, där brandenburgarna förstörde bron över floden Rhin. Carl Gustaf Wrangel hade tänkt komma Wolmar Wrangels trupper till mötes, men kom för sent till Fehrbellin och de brandenburgska trupperna drev dem på flykt. Därmed fick Wolmar Wrangel klara sig på egen hand, utan stöd från den övriga armén. Wolmar Wrangels trupper marscherade mot Fehrbellin och 300 man avdelades för att ersätta den förstörda bron. Under marschen anfölls svenskarna av de brandenburgska trupperna, när de befann sig ungefär sex kilometer från floden. För att möta anfallet ställdes armén upp i slagordning tvärs över vägen på en höjd utanför byn Hakenberg. Inledningsvis slogs det brandenburgska anfallet tillbaka, men från en obesatt höjd till höger om de svenska trupperna inledde brandenburgarna beskjutning av svenskarna från fyra kanoner. Svenskarna försökte jaga bort dem, men drevs tillbaka. Wrangels mål var att hålla stånd tills flottbron blivit färdig. Därför lät han den högra flygeln svänga upp mot den höjd som hölls av de brandenburgska trupperna, medan centern och vänsterflygeln drog sig ur för att gå mot Fehrbellin. En häftig strid bröt ut vid anfallet mot höjden, men sedan brandenburgarna fått förstärkningar orkade svenskarna inte hålla emot, utan det utbröt en flykt genom Hakenberg mot Fehrbellin. Wolmar Wrangel höll på att tas tillfånga, men lyckades undkomma. Svenskarna fick under tiden förstärkning med åtta kanoner, vilket gjorde att det brandenburgska anfallet kom av sig. När Wrangel kom fram till Fehrbellin mellan klockan tre och fyra på eftermiddagen var flottbron klar och de kunde ta sig över floden. Förlusterna uppgick till mellan 500 och 600 döda och sårade på båda sidor.

## Följder

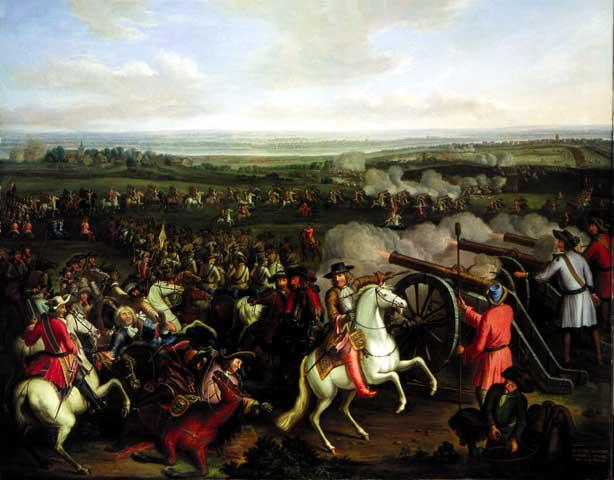
Kurfurstens artilleri på höjden beskjuter svenskarna nere på vägen.

Slaget vid Fehrbellin var ett litet slag, men det fick stor psykologisk betydelse. Sveriges militära anseende skadades, medan kurfursten Fredrik Vilhelms anseende stärktes och han benämndes fortsättningsvis "den store kurfursten". Han fick också en ökad tilltro till sin egen armé.
Omfattningen av det inträffade förstorades alltmedan nyheten spreds över Europa och flera av Sveriges allierade förklarade sig neutrala eller bytte sida: hertigarna av Hannover och Pfalz-Neuburg, kurfursten av Bayern, furstarna av Lüneburg och furstbiskopen av Münster. Den 18 juli 1675 förklarade kejsaren av det Tysk-romerska riket Sverige krig och Danmark gjorde detsamma den 2 september. Slaget vid Fehrbellin har senare kommit att framställas som avgörande i preussisk och tysk historia och monument har rests på slagfältet.

### Fotnoter
1. 1 2 3 4 5  Ericson m.fl. sid. 215-222.
2. 1 2  Översikt över Sveriges krig under 1600-talets senare hälft, T. Holm
3. 1 2 3  Kuvaja sid. 76.